# Jiří Novák (Eishockeyspieler)
Jiří Novák (* 6. Juni 1950 in Jaroměř, Tschechoslowakei) ist ein ehemaliger tschechischer Eishockeyspieler, der über viele Jahre in der tschechoslowakischen Liga für Tesla Pardubice und für die tschechoslowakische Nationalmannschaft als Mittelstürmer spielte.

## Karriere
Jiří Novák begann seine Karriere 1962 in den Nachwuchsmannschaften von Tesla Pardubice. Im Alter von 17 Jahren debütierte er während der Spielzeit 1967/68 in der höchsten Spielklasse der Tschechoslowakei, der 1. Liga. Er etablierte sich schnell innerhalb der Mannschaft, so dass er in der Spielzeit 1969/70 schon 14 Tore und elf Assists erzielte. Danach folgten zwei Jahre Militärdienst, die Novák beim Armeeklub ASD Dukla Jihlava ableistete. Mit Dukla gewann er 1971 und 1972 die tschechoslowakische Meisterschaft, bevor er zu seinem Heimatverein zurückkehrte. In den folgenden neun Jahren ging er ausschließlich für Tesla Pardubice aufs Eis und formte dort zusammen mit dem linken Flügelstürmer Bohuslav Šťastný und dem rechten Flügelspieler Vladimír Martinec eine der besten Angriffsreihen der Liga, die so auch in der tschechoslowakischen Nationalmannschaft zusammen spielte.
Insgesamt erzielte Novák an der Seite von Šťastný und Martinec 255 Tore und 76 Assists in 480 Spielen der 1. Liga. Zum Ende seiner Laufbahn erhielt Novák die Erlaubnis, ins westliche Ausland zu wechseln. Während Šťastný und Vladimír Martinec zum ESV Kaufbeuren wechselten, entschied sich Novák für den HC Lausanne. In der Schweiz absolvierte er je eine Spielzeit in der Nationalliga A und Nationalliga B für Lausanne, bevor er zum Ours de Villard-de-Lans in die französische Eishockeyliga, der Nationale A, wechselte.
In der Spielzeit 1983/84 ging er für die SG Cortina in der Serie A aufs Eis, bevor er seine Karriere beendete. Ihm zu Ehren wird die Nummer 20 bei seinem Heimatverein, dem heutigen HC Pardubice, nicht mehr vergeben.
Heute besitzt Novák das Hotel Euro in Pardubice.

### International
Neben seinen Erfolgen auf Vereinsebene hatte Novák auch große Erfolge bei internationalen Titelkämpfen. Mit der tschechoslowakischen Herrenauswahl gewann er eine Silbermedaille bei Olympischen Winterspielen und sechs Medaillen bei Weltmeisterschaften.
Seine erste Berufung in das Nationalteam erhielt er für die U19-Europameisterschaft 1968, wo er mit der U19-Auswahl seines Heimatlandes die Goldmedaille gewann. Novák erzielte dabei in fünf Spielen sieben Tore und drei Assists. Ein Jahr später gehörte er erneut dem U19-Kader der Tschechoslowakei an, der die Bronzemedaille der U19-Europameisterschaft gewann. Bei den Junioren spielte Novák mit Milan Hejduk senior, dem Vater von Milan Hejduk, zusammen in einer Angriffsformation.
Sein erstes Herren-Turnier absolvierte er bei der Weltmeisterschaft 1973, wobei er mit dem Nationalteam die Bronzemedaille gewann. Ab 1975 nahm er jährlich an den Welttitelkämpfen teil und gewann dabei zwei Gold- und drei Silbermedaillen. 1976 bestritt er seine ersten Olympischen Winterspiele, bei denen er mit der tschechoslowakischen Auswahl die Silbermedaille gewann. Im selben Jahr gehörte er auch dem Kader der ČSSR beim Canada Cup an. Dabei wurde er vom Kanadier Steve Shutt so schwer gecheckt, dass Novák durch eine Verletzung von sieben Halswirbeln beinahe gelähmt wurde.
Sein letztes internationales Turnier bestritt Jiří Novák bei den Olympischen Winterspielen 1980. Im Nationaltrikot erzielte er in 160 Länderspielen 76 Tore für die Tschechoslowakei.

## Erfolge und Auszeichnungen
- 1968 Goldmedaille bei der U19-Junioren-Europameisterschaft
- 1969 Bronzemedaille bei der U19-Junioren-Europameisterschaft
- 1971 Tschechoslowakischer Meister mit Dukla Jihlava
- 1972 Tschechoslowakischer Meister mit Dukla Jihlava
- 1973 Tschechoslowakischer Meister mit Tesla Pardubice
- 1973 Bronzemedaille bei der Weltmeisterschaft
- 1975 Silbermedaille bei der Weltmeisterschaft
- 1976 Silbermedaille bei Olympischen Winterspielen
- 1976 Goldmedaille bei der Weltmeisterschaft
- 1977 Goldmedaille bei der Weltmeisterschaft
- 1978 Silbermedaille bei der Weltmeisterschaft
- 1979 Silbermedaille bei der Weltmeisterschaft